# الیس مارک زکریا
الیس مارک زکریا، پدر (۱ ژانویه ۱۸۹۰–۲۷ ژوئن ۱۹۶۱) ناخدا دوم و وابستهٔ نظامی نیروی دریایی ایالات متحده آمریکا در ژاپن بود. وی در جنگ جهانی اول و جنگ جهانی دوم، خدمت کرده‌است. پس از جنگ جهانی دوم، ناخدا زکریا، به عنوان معاون اطلاعات نیروی دریایی ایالات متحده منصوب شد. پس از بازنشستگی، در سالهای ۱۹۵۸–۱۹۵۹، وی مجری برنامه مستند تلویزیونی NBC با عنوان، پشت درهای بسته بود.

## سوابق نظامی

### اوایل زندگی و در طول جنگ جهانی اول
الیس مارک زکریا در جکسونویل ، فلوریدا متولد شد. وی در سال ۱۹۰۸ بعنوان ناوی برای خدمت در نیروی دریایی ایالات متحده انتخاب شد. وی حین خدمت وارد مدارس آموزشی نیروی دریایی شده و در سال ۱۹۱۲ از آکادمی نیروی دریایی ایالات متحدهٔ آمریکا در آناپولیس ، مریلند بعنوان یک افسر، فارغ التحصیل شد. زکریا اولین مأموریت خود، در دریا را روی عرشهٔ ناو جدید جنگی یواس‌اس آرکانزاس (بی‌بی-۳۳) شروع کرد. در این مأموریت وظیفهٔ زکریا و همکاران او، اسکورت ویلیام هووارد تفت، رئیس جمهور وقت ایالات متحده آمریکا، در سفر بازدیدش از کانال پاناما، قبل از تکمیل کانال بود. از سال ۱۹۱۳ تا سال ۱۹۱۵، الیس مارک زکریا، روی ناو جنگی یواس‌اس ویرجینیا (بی‌بی-۱۳) خدمت کرد . وی سپس مدتی در روی عرشه ناو اقیانوس پیمای یواس‌اس هانیبال (ای‌جی-۱) مستقر شد. در طول سالهای جنگ جهانی اول ، وی ابتدا بعنوان یک افسر خط  روی ناو جنگی یواس‌اس پنسیلوانیا (ای‌سی‌آر-۴) خدمت کرد و بعداً بعنوان یک افسر مهندس روی ناو جنگی محافظت شده یواس‌اس رالی(سی-۸)، خدمت خود را ادامه داد و نهایتاً بعنوان افسر خط به ناو جنگی یواس‌اس پنسیلوانیا (ای‌سی‌آر-۴) بازگشت.